# Крупань (город)
Крупань (серб. Крупањ) — город в Сербии, административный центр одноимённой общины, Мачванский округ. Согласно переписи 2011 года, население составляет 4229 человек.

## История
Первые археологические находки датируются периодом неолита, в виде керамических остатков и топора из светлого белого камня. На въезде в город сохранились остатки римского поселения с фрагментами римской глиняной посуды.